# Фармер, Джойс
Джойс Фармер (англ. Joyce Farmer, родилась в 1938 году) — американская автор комиксов, одна из первых женщин в движении андеграундных комиксов. Вместе с Лин Чевли создала первый выпуск феминистских комиксов Tits & Clits, а также издала антологию Wimmen’s Comix.

## Жизнь и работа
Джойс родилась в 1938 году в Лос-Анджелесе. Свои первые комиксы она подписывала Джойс Саттон. Саттон была ее фамилия в замужестве, однако после развода она вернулась к своей девичьей фамилии.
Фармер была одной из первых женщин в движении андеграундных комиксов, ставшем наиболее популярным в США в 1970-х годах. Андеграундные комиксы — это комиксы независимых авторов, выпускающиеся самиздатом. Вместе с Лин Чевли Фармер основала Nanny Goat Productions — компанию, цель которой была дать голос женщинам-авторам в андеграундном движении, в котором преобладали мужчины. В июле 1972 они опубликовали первый комикс Tits & Clits, который был распродан 20 000 тиражом в течение следующего года. Комикс носил секс-позитивный фенимистский характер и одной из его целей было привнести юмор а феминистскую среду. Фармер говорила: «(в своих комиксах) мы имели дело с женскими проблемами — в основном очень личного характера… Мы очень хорошо понимали, что Playboy и Penthouse занимались не тем, чем следует» Из-за того, что название комикса считалось нецензурным и ограничивало продажи, следующий выпуск вышел уже под заголовком Pandoras Box Comix (Ящик Пандоры). Комиксы вернулись к оригинальному названию в 1976 году и продолжали выпускаться вплоть до 1987 года. В рамках Tits & Clits Джойс и Лин, которые в то время консультировали беременных женщин в бесплатной клинике, выпустили комикс «Накануне аборта» (Abortion Eve) — «учебный» комикс, в котором рассказывалось о медицинских аспектах аборта, а также о стрессе, вызванном нежелательной беременностью. Компания Джойс также выпустила другую серию феминистских комиксов Wimmen’s Comix. Позже Фармер собрала антологию Tits & Clits и Wimmen’s Comix.
Андеграундные работы Джойс не приносили ей денег, а в 1970-х и 1980-х начались проблемы в браке, и Джойс осталась матерью-одиночкой. С последним выпуском Tits & Clits Джойс оставила андеграундное движение и перестала заниматься комиксами.
В 2000 году ее работы были включены в антологию Zero Zero. К тому времени Джойс снова вышла замуж и жила в Лагуна-Бич. Она начала в формате комиксов документировать смешные и печальные случаи последних лет жизни ее родителей, отправляя некоторые зарисовки своему бывшему соратнику Роберту Крамбу, который убедил ее закончить книгу. Этот графический роман вышел в 2010 году под заголовком Special Exits.

## Награды
В 2011 Джойс получила награду от National Cartoonists Society за графический роман Special Exits.